# Muhajirun
Os Muhajirun (em árabe: المهاجرون; "emigrantes") foram os primeiros muçulmanos que seguiram Maomé em sua Hégira (retirada de Meca para Medina). Os primeiros muçulmanos de Medina são chamados de Ansar ("ajudantes").

## Lista
- Maomé
- Ali
- Omar [1]
- Abacar [2].
- Salman, o Persa
- Bilal ibn Ribah
- Khunais ibn Hudhaifa[3]
- Abu Dharr al-Ghifari[4]
- Miqdad ibn Aswad[4]
- Ammar ibn Yasir[4]
- Abu Buraidah al-Aslami[4]
- Khalid ibn Sa`id[4]